# Laura Radaković
Laura Radaković (* 29. März 2001) ist eine bosnische Tennisspielerin.

## Karriere
Radaković begann mit neun Jahren das Tennisspielen und bevorzugt Hartplätze. Sie spielt vorrangig auf der ITF Women’s World Tennis Tour, wo sie bislang aber noch keinen Titel gewinnen konnte.
Ihr erstes ITF-Turnier spielte sie im Juli 2016 in Banja Luka. Im September 2018 erreichte sie das erste Mal ein Hauptfeld eines ITF-Turniers in Szekesfehervar, wo sie dann auch die zweite Runde erreichte. Weitere Erfolge blieben aus, bis sie im August wieder eine zweite Runde eines Hauptfeldes beim ITF-Turnier in Vejle erreichte. Ihren bislang größten Erfolg feierte sie beim W15-ITF-Turnier in Kottingbrunn, wo sie das Halbfinale des Hauptfeldes erreichte und dort nur knapp mit 7:5, 4:6 und 3:6 gegen Carolina Kuhl verlor. Im Doppel konnte sie mit Partnerin Mila Mašić ebenfalls das Halbfinale erreichen. Ende 2022 erreichte sie mit Partnerin Veronika Bokor sogar das Finale im Doppel des W15-ITF-Turniers in Oberpullendorf.
In der österreichischen 1. Bundesliga der Damen spielte Radaković 2019 für den T.V. Wiener Neudorf sowie 2021 und 2022 für den 1. Klosterneuburger Tennisverein.